# Ruillé-en-Champagne
Ruillé-en-Champagne is een gemeente in het Franse departement Sarthe (regio Pays de la Loire) en telt 289 inwoners (1999). De plaats maakt deel uit van het arrondissement Mamers.

## Geografie
De oppervlakte van Ruillé-en-Champagne bedraagt 14,6 km², de bevolkingsdichtheid is 19,8 inwoners per km².
De onderstaande kaart toont de ligging van Ruillé-en-Champagne met de belangrijkste infrastructuur en aangrenzende gemeenten.

## Demografie
Onderstaande figuur toont het verloop van het inwonertal (bron: INSEE-tellingen).
1. ↑  Populations de référence 2022.